# Alte Nationalgalerie
Alte Nationalgalerie (slovensko: Stara narodna galerija) je zaščitena stavba na Muzejskem otoku v zgodovinskem središču Berlina v Nemčiji. Galerija je bila zgrajena od leta 1862 do 1876 po ukazu pruskega kralja Friderika Viljema IV. po načrtih Friedricha Augusta Stülerja in Johanna Heinricha Stracka v neoklasicističnem in renesančnem slogu. Na zunanjem stopnišču stavbe je spomenik Frideriku Viljemu IV. Trenutno je Alte Nationalgalerie dom slik in kipov iz 19. stoletja in dnevno gosti različne turistične avtobuse. Kot del kompleksa Muzejskega otoka je bila galerija leta 1999 vpisana na Unescov seznam svetovne dediščine zaradi svoje izjemne arhitekture in pričevanja o razvoju muzejev in galerij kot kulturnega fenomena v poznem 19. stoletju.

## Zgodovina

### Ustanovitev
Prvi zagon za ustanovitev nacionalne galerije je prišel leta 1815. Zamisel je dobila zagon v 1830-ih, vendar brez dejanske stavbe. Leta 1841 so nastali prvi pravi načrti. Ti načrti niso nikoli izšli iz faze načrtovanja, vendar je bila končno leta 1861 ustanovljena Narodna galerija, potem ko je bankir Johann Heinrich Wagener podaril 262 slik nemških in tujih umetnikov. Ta donacija je bila osnova sedanje zbirke. Zbirka je bila najprej znana kot Wagenersche und Nationalgalerie (Wagenerjeva in Narodna galerija) in je bila nastanjena v stavbah Akademie der Künste. Današnjo stavbo, oblikovano kot rimski tempelj s prizidano apsido, je zasnoval Friedrich August Stüler in po njegovi smrti podrobno realiziran pod vodstvom Carla Busseja.

### Gradnja in z njo povezani razvoj
Friedrich August Stüler je leta 1863 začel delati na načrtu za stavbo, ki je temeljil na skici pruskega kralja Friderika Viljema IV. Dve leti in dva propadla načrta kasneje je bil njegov tretji predlog končno sprejet. Stüler je umrl, preden je bilo načrtovanje končano, Carl Busse pa je leta 1865 poskrbel za preostale podrobnosti. Leta 1866 je bila po ukazu kralja in njegovega kabineta ustanovljena Kommission für den Bau der Nationalgalerie (Komisija za gradnjo nacionalne galerije). Leta 1867 so pod vodstvom Heinricha Stracka začeli z delom. Leta 1872 je bila zgradba dokončana in začela so se notranja dela. Otvoritev je bila 22. marca 1876 v navzočnosti cesarja.
Zaradi sodobne gradnje stavbe z uporabo opeke in železa je bilo splošno prepričanje, da je ognjevarna. Zunanjost in zunanje stopnišče sta bila zgrajena iz triasnega peščenjaka iz Nebre. 
Ob otvoritvi je bila zbirka še relativno majhna. Poleg Wagenerjeve zbirke so bile prvotno razstavljene karikature Petra von Corneliusa, ki so bile zapuščene pruski vladi. Prvotni cilj galerije je bil zbiranje sodobne, predvsem pruske umetnosti, saj Berlin tedaj ni imel nobenega skladišča moderne umetnosti.
Leta 1874 je Max Jordan postal prvi direktor Narodne galerije. Leta 1896 ga je nasledil Hugo von Tschudi, ki je pridobil impresionistična dela in tvegal konflikt s cesarjem, ker je to končalo osredotočenost zbirke na nemško umetnost. Nemška Narodna galerija je tako postala najpomembnejši muzej sodobne francoske umetnosti na prelomu stoletja.

### 20. stoletje
Leta 1909 je mesto direktorja prevzel Ludwig Justi, ki je zbirki dodal ekspresionistična dela. Po nemški revoluciji 1918–1919, ki je končala cesarsko vladavino, je moderno umetnost preselil v Kronprinzenpalais (palača prestolonaslednika) na koncu Unter den Linden, ki je postala znana kot Narodna galerija II.
Leta 1933 je nova nacistična oblast odstavila Justija, ki mu je sledil Eberhard Hanfstaengl. Ostal je do leta 1937, ko je bil tudi on odpuščen. Njegov naslednik, Paul Ortwin Rave, je ostal do leta 1950, čeprav je bila zaradi druge svetovne vojne stavba večji del tega časa zaprta. V zavezniških zračnih napadih je bila močno poškodovana. Delno so jo ponovno odprli leta 1949, vendar se je obnova nadaljevala do leta 1969. Med letoma 1998 in 2001 je muzej temeljito prenovil nemški arhitekt HG Merz. Nekaj dodatnih dvoran je bilo dodanih v zgornjem nadstropju in zdaj vsebujejo romantična dela. Triletna prenova Alte Nationalgalerie, vredna 62 milijonov dolarjev, je bila del prenove Muzejskega otoka in energičnega prizadevanja vlade in zasebnih ustanov za ponovno vzpostavitev Berlina kot političnega in kulturnega srca Nemčije.

## Arhitektura
Alte Nationalgalerie skupaj z Altes Museum, Neues Museum, Bodejevim muzejem, Pergamonskim muzejem, Berlinsko stolnico in Lustgartenom sestavljajo kompleks Muzejskega otoka v Berlinu. Stoji na sredini otoka, med tračnicami berlinske mestne železnice in ulico Bode na vzhodnem bregu.
Povezana je s Pergamonskim muzejem na severu ter z Neues Museum, Altes Museum in Berlinsko stolnico na jugu. Stavbo je zasnoval Friedrich August Stüler z detajli Carla Busseja v arhitekturnem slogu, ki je mešanica poznega klasicizma in zgodnje neorenesanse, realiziral pa Heinrich Strack. Namenjena je bila izražanju »enotnosti umetnosti, naroda in zgodovine«, zato ima vidike, ki spominjajo na cerkev (apsida) in gledališče (veliko stopnišče), pa tudi na tempelj. Na vrhu stopnic je konjeniški kip Friderika Viljema IV. Na notranjih stopnicah je friz Otta Geyerja, ki prikazuje nemško zgodovino od prazgodovine do 19. stoletja. Zunanjost stavbe je še ohranila prvotno podobo, notranjost pa je bila večkrat prenovljena, da bi ustrezala eksponatom.

## Zbirka
Zbirka vsebuje dela neoklasicističnih in romantičnih gibanj (umetnikov, kot so Caspar David Friedrich, Karl Friedrich Schinkel in Karl Blechen), bidermajerja, francoskega impresionizma (kot sta Édouard Manet in Claude Monet) in zgodnjega modernizma (vključno z Adolphom von Menzel, Max Liebermann in Lovis Corinth). Med najpomembnejšimi eksponati so Friedrichov Der Mönch am Meer (Menih ob morju), von Menzelov Eisenwalzwerk (Valjarna železa) in Prinzessinnengruppe kiparja Johanna Gottfrieda Schadowa, dvojni kip princes Luise Mecklenburg-Strelitzke in Frederike Pruske.
Alte Nationalgalerie hrani eno največjih zbirk kipov in slik iz 19. stoletja v Nemčiji. Poleg tega pripada berlinski Narodni galeriji, ki je del Staatliche Museen zu Berlin. Je prvotna stavba Narodne galerije, katere fondi so danes urejeni v več dodatnih stavbah.
Oktobra 2021 je Alte Nationalgalerie vrnila sliko Camilla Pissarra Trg v La Roche-Guyonu (1867) dedičem Armanda Dorvilla, francoskega judovskega zbiralca umetnin, čigar družino so nacisti preganjali in njegove slike so bile prodane na dražba leta 1942 v Nici, ki jo je nadzoroval Commissariat Général aux Questions Juives. Muzej je nato kupil Pissarroja nazaj.

## Galerija
- Fjord pri Holmestrandu, Johan Christian Dahl, 1843
- Liszt za klavirjem, Josef Danhauser, 1819
- Vzhod lune nad oceanom, Caspar David Friedrich, 1822
- Ropar, Theodor Hildebrandt, 1829
- Bojevnik in njegov otrok, Theodor Hildebrandt, 1832
- Šahovska igra, Johann Erdmann Hummel, 1819
- Cromwell v bitki pri Nasebyju, Charles Landseer, 1851
- Husitska pridiga, Karl Friedrich Lessing, 1836
- Vrnitev Palikarja, Eduard Magnus, 1836
- Koncert za flavto, Adolph von Menzel, 1852
- Valjarna železa, Adolph von Menzel, 1875
- Portret odvetnika Ernsta Laua, Carl Steffeck, 1865
- Telemahova vrnitev, Eberhard von Wächter, 1804
- V vojaških četrtih zunaj Pariza, Anton von Werner, 1894